# Caleb Walker
Pour les articles homonymes, voir Walker.
Caleb Walker, né le 16 décembre 1989, à Kansas City, est un joueur américain de basket-ball évoluant au poste d'ailier.

## Carrière
Né à Kansas City, Caleb Walker déménage avec sa famille à Hutchinson dans le Kansas à l'âge de 13 ans. Au lycée à Hutchinson, il pratique simultanément le football américain (comme linebacker) et le basket-ball, avant de spécialiser dans la balle orange lors de son passage à Butler CC en community college à El Dorado au Kansas. Il reste deux saisons à Butler permettant à l'équipe de remporter son premier championnat de la conférence ouest Jayhawk depuis 2001. En 2010, il rejoint l'université du Nebraska et les Cornhuskers en NCAA I.
Non drafté à sa sortie de la fac en 2012, il signe son premier contrat professionnel au Danemark à Næstved. Après avoir joué en Allemagne, en Guinée-Équatoriale ainsi qu'en Tunisie, Caleb Walker signe pour la première fois en France à l'ALM Évreux en 2016. Il prolonge son contrat en 2017 pour une deuxième saison avec le club normand. L'année suivante, il rejoint la Belgique et le Basic-Fit Brussels et est sélectionné pour participer au All-Star Game belge en décembre 2018 au sein de la Team World. Il retrouve la France et la Pro B en signant à Fos Provence Basket tout juste relégué pour la saison 2019-2020.
Après une expérience au Portugal puis en Israël, Caleb Walker signe à Nancy pour la saison 2021-2022 de Pro B. Il participe à la montée du club lorrain dans l'élite et reste au club pour la saison 2022-2023 de Betclic Elite, sa première expérience en première division française. Au début de la saison 2023-2024, il rejoint le BCM Gravelines-Dunkerque comme pigiste médical de Kris Clyburn puis fait son retour à Nancy début décembre 2023.

## Clubs successifs
- 2012-2013 :  Team FOG Næstved (Basketligaen)
- 2013-2014 :  White Wings Hanau (Pro A)
- 2014-2015 :
  -  Malabo Kings (Coupe d'Afrique des clubs champions)
  -  Stade nabeulien (Nationale A)
- 2015-2016 :  Team FOG Næstved (Basketligaen)
- 2016-2018 :  ALM Évreux Basket (Pro B)
- 2018-2019 :  Basic-Fit Brussels Basketball (EuroMillions Basketball League)
- 2019-2020 :  Fos Provence Basket (Pro B)
- 2020-2021 :  Benfica Lisbonne (LPB)
- 2021 :  Elitzur Yavne (Liga Leumit)
- 2021-2023 :  SLUC Nancy (Pro B puis Betclic Elite)
- 2023 :  BCM Gravelines-Dunkerque (Betclic Elite)
- Depuis 2023 :  SLUC Nancy (Betclic Elite)

## Palmarès
- Champion de France Pro B 2022
- Finaliste de la Leaders Cup Pro B 2022
- Champion de la Conférence Ouest Jayhawk 2010

## Distinctions
- Participation au All-Star Game de Belgique en 2018 (Team World)